# 2B1 Oka
El 2B1 Oka (en ruso: 2Б1 Ока) es una pieza soviética de 420 mm de artillería pesada autopropulsada. 2B1 es su designación GRAU.
Un modelo experimental estaba listo en 1957. Su chasis (Objeto 273), fue diseñado y construido por la Planta de Kirov. Su cañón de 20 metros le permitió disparar rondas de 750 kg hasta 45 km. Debido a su complejidad de carga, tenía una tasa de disparo relativamente baja: una ronda cada cinco minutos. Las pruebas de campo mostraron varios inconvenientes de todo el diseño (el retroceso era demasiado fuerte para muchos componentes: dañó los piñones de transmisión, arrancó la caja de cambios de sus soportes, etc.) y la gran longitud lo hizo increíblemente difícil de transportar.

Su desarrollo continuó hasta que 1960, cuándo la idea de tales masivas armas (junto con el 2A3), fue abandonada a favor de misiles balísticos tácticos, como el 2K6 Luna.
- 2A3 Kondensator 2P
- Lista de cañones más grandes por calibre

- Datos: Q2610627
- Multimedia: 2B1 Oka / Q2610627